# كا-بار
كا-بار (بالإنجليزية: KA-BAR) هو سكين قتال اعتمده فيلق مشاة البحرية الأمريكية عام 1942 ليكون السكين الرسمي متعدد الاستخدامات تحت تسمية "مارك 2" (Mark 2). صُمّم لاستخدام الجنود في المعارك والمهام الميدانية، وسرعان ما أصبح أيقونة بين أفراد القوات المسلحة الأمريكية، خصوصًا خلال الحرب العالمية الثانية، ولا يزال يُستخدم حتى اليوم. يُعرف السكين بشفرته القوية ذات الطرف المقصوص، وقبضته المصنوعة من شرائح جلدية مضغوطة، ويأتي عادةً مع جراب جلدي أو بلاستيكي حسب الجهة المستخدمة.

## التاريخ
مع دخول الولايات المتحدة الحرب العالمية الثانية، بدأت تظهر شكاوى من جنود الجيش الأمريكي ومشاة البحرية الأمريكية بشأن السكاكين الميدانية التي زُوّدوا بها، والتي كانت تعود لفترة الحرب العالمية الأولى، مثل سكين الخنادق «مارك 1» المصنوع من البرونز أو السبائك المعدنية والمخصّص للقتال اليدوي.
دفعت هذه الشكاوى وزارة الحرب إلى البحث عن سكين حديث متعدد الاستخدامات يمكن استخدامه في القتال وفي المهام اليومية، مع مراعاة تقليل استخدام المعادن في تصنيعه. وبينما أجاز سلاح مشاة البحرية استخدام خنجر «رايدر» الرسمي، اضطر العديد من الجنود إلى شراء سكاكين ومناجل خاصة على نفقتهم أو بتمويل من وحداتهم، لتعويض نقص السكاكين المناسبة.
ي تلك الفترة، شاع استخدام سكاكين مخصّصة للصيد أو الاستخدام العام، مثل النموذجين "L76" و"L77" من شركة ويسترن ستيتس لصناعة السكاكين، واللذين تميّزا بشفرة مقصوصة بطول 7 إنش ومقبض جلدي.
استجابةً لهذه الحاجة، طلب مسؤولو التموين والذخائر في سلاح مشاة البحرية من عدد من مصنّعي السكاكين تقديم تصاميم جديدة تلائم القتال والاستخدامات العامة. وقد حصل النموذج الأولي على التسمية "1219C2"، وبعد اختبارات ميدانية واسعة، أوصِي باعتماده.
ورغم أن ضابط التموين في ذلك الوقت رفض شراء السكين، أُلغي قراره بأمر مباشر من قائد مشاة البحرية، وتم اعتماد النموذج رسميًا في 23 نوفمبر 1942.
كان تصنيع السكين بسيطًا وفعالًا، وأُرسلت أول دفعة منه في 27 يناير 1943 بواسطة شركة كاميلوس لصناعة السكاكين.